# Gutiérrez Sport Club
El Gutiérrez Sport Club, conocido popularmente como «El Celeste», «El Perro», «El Cele» o por su acrónimo «GSC», es un club de fútbol de General Gutiérrez, Maipú, Mendoza, Argentina. Fue fundado el 17 de junio de 1923 como «Centro Deportivo General Gutiérrez». Actualmente milita en la Liga Mendocina de Fútbol y jugará en 2026 el Torneo Regional Federal Amateur tras su descenso del Torneo Federal A en 2025.
En 1979 y 1980, disputó encuentros frente a la selección Argentina, que en ambos contó con la presencia de Diego Maradona.
Disputa sus encuentros de local en el Estadio Anselmo Zingaretti, del cual es propietario. Este recinto cuenta con una capacidad aproximada para albergar a 6 500 espectadores.
Su clásico rival es el Deportivo Maipú con el que conforma el «clásico maipucino». Otras rivalidades tradicionales son las que mantiene con Huracán Las Heras y Gimnasia y Esgrima de Mendoza.

## Historia

### Primeros años
Gutiérrez Sport Club fue fundado el 17 de junio de 1923 por iniciativa del maestro Emilio Palero Infante y la presencia de alumnos y exalumnos, que se juntaron con el fin de constituir una entidad para fomentar la cultura física y otras actividades sociales, en la Escuela Provincial n.º 58 “General Gutiérrez”, la propia directora Filomena G. P. de Tossi permitió la realización de una reunión que terminaría como la asamblea fundacional de un nuevo club. 
“En General Gutiérrez, del Departamento de Maipú, Provincia de Mendoza, a diez y siete días del mes de junio del año mil novecientos veinte y tres, siendo las diez y treinta horas, reunidos en el local de la Escuela Provincial N° 58 General Gutiérrez, los alumnos y ex alumnos del citado establecimiento, por iniciativa del maestro de la misma, señor Emilio Palero Infante, a fin de dejar constituido un centro deportivo, tendiente a fomentar la cultura física, cimentar el sentimiento nacional, propender a la formación de otros centros similares y otras actividades sociales del Departamento”, comienza diciendo el acta de fundación original.
En la Escuela Provincial General Gutiérrez la propia directora Filomena de Tossi permitió la realización de una reunión que terminaría como la asamblea fundacional de un nuevo club. Por iniciativa del maestro Emilio Palero Infante y la presencia de alumnos y exalumnos se juntaron para con el fin de dejar constituida una entidad para fomentar la cultura física y otras actividades sociales.
Se decidió darle el nombre de Centro Deportivo General Gutiérrez y entre todos se procedió a formar la primera comisión directiva que quedó constituida por el presidente Ángel Campoy con Palero Infante como vice; José Añó de secretario; Leonor Quevedo de prosecretaria; Dominga Jofré de tesorera y Bernardo Pellicer de protesorero. Los vocales fueron Mario Berzio, Edgardo Pintos y Eloisa de la Rosa. Se nombró como presidentes honorarios del club a los señores Osiris Salvo, Hugo R. Battistini, Isaac Zambrano, Andrés Morón, señores Jefe Político e Intendente Municipal de Maipú y señoras Filomena G. P. de Tossi, Rosario S. de Ramírez y Sta. Celina R. Álvarez.
Además se eligió una comisión compuesta por Emilio Palero Infante, José Añó y Dominga Jofré con el fin de redactar un Reglamento Provisorio que servirá de base a los Estatutos que adoptaría el Centro Deportivo. También Emilio Palero Infante y Pellicer y Berzio fueron elegidos para formar el “team” de fútbol y la organización de otros festivales.
Lo llamativo era que se había fundado un club en una escuela y, además, que la comisión directiva estaba conformada por mayoría maestras y maestros. Otra particularidad del acta fundacional es que se aprobó “cobrar una cuota mensual de 20 centavos moneda nacional a los alumnos regulares de la Escuela, 30 centavos a los ex alumnos y 50 centavos a otras personas que deseen hacerse socios”.
“No habiendo más asuntos que tratar y siendo las doce y treinta horas, se dio por levantada la sesión. Firmado: José M. Añó, secretario provisional y Emilio Palero Infante, presidente provisional”, cierra el documento.
A fines de 1923 se realizó la fiesta de fin de año con un torneo atlético, una muestra de gimnasia y un partido de “football”. Por falta de espacio en la escuela se realizó en el terreno del ferrocarril Buenos Aires al Pacífico, cerca de la estación, y al lado del triángulo en el loteo Poujade.

### Llegada a la Liga Mendocina
En 1924 se formaría la quinta división que intervino en la Liga Mendocina de Fútbol, en donde el propio Campoy se movía como delegado o entrenador. Ese mismo año se organiza la Copa Estímulo, que fue el primer trofeo ganado por el nuevo club. Ese año continuó con la inscripción de cuatro divisiones más en la Liga (3.ª C y D, 4.ª B y 5.ª)
En 1926 el club se afilia a la Liga Mendocina de Fútbol, inscribiendo en esa oportunidad 7 divisiones. 
Al año siguiente, en 1927 se inscribe el equipo en 1.ª División Intermedia y logra el ascenso a la Primera División “A” mendocina. El primer partido fue ante Sportivo Maipú ganándole por 3 a 1, y el partido definitorio en la penúltima fecha fue ante Canillitas, quien se creía sería el campeón de la temporada, con el que se empató 3 a 3, perdiendo 3 a 0 cuando faltaban solo 20 minutos para el final, se logra el empate, muy festejado por los más de mil aficionados. En ese equipo que logró subir a Primera se destacó uno de los referentes históricos del club, Mario Juan Berzio. En aquel torneo finalizó penúltimo, regresando a Intermedia.
En 1930, el nombre del club pasa a ser Gutiérrez Sport Club. 
En 1931 vuelve a ascender y a formar un equipo compacto en Primera División. En 1933 realizó una gran campaña, que le permitió igualar en el primer puesto con Gimnasia. En el desempate, luego de un triunfo para cada uno, terminó cayendo en el tercer partido por 1 a 0.
En 1934 el club lleva el nombre de “Gutiérrez Sport Club Giol”. 
En 1936, el “Perro” (llamado así por la garra y entrega que siempre han tenido sus jugadores), se fusiona con su clásico rival, Deportivo Maipú, pero esta fusión no dura más que 16 partidos, ya que varios hinchas y jugadores no estaban de acuerdo. La camiseta que utilizaron durante esos encuentros era de color celeste y llevaba el escudo del Botellero.
En 1940 volvió a finalizar último en el campeonato, descendiendo nuevamente a Intermedia. En 1943, se consagró campeón de Intermedia, descendiendo nuevamente en 1945 al finalizar último. En 1948 alzó su tercer título de Intermedia, descendiendo a la misma nuevamente en 1949. En 1950, logró su cuarto título de Intermedia. En 1952 y 1953, logró el subcampeonato en Primera División, quedando a tres puntos de Gimnasia y Maipú, respectivamente.
En 1960, igualó en el último puesto con Palmira. En el desempate, luego de un triunfo para cada uno, Palmira se impuso por 1 a 0 en el tercer partido, concretandose el quinto descenso del club. Sin embargo, en 1961, obtuvo su primer título de Primera B, con puntaje ideal y sacándole 11 puntos de diferencia a su escolta.
Tras varias campañas paupérrimas, en 1967 sufrió su sexto descenso, al finalizar último en la tabla de promedios. Pero en 1969, logró recuperar su lugar en Primera División, al consagrarse campeón de Primera B. En 1975, sufrió su séptimo descenso, al finalizar último en el campeonato.
En 1976, logró un nuevo ascenso a la Primera División. En esta nueva etapa, se enfrentó en dos partidos amistosos ante la Selección Argentina. En 1981, finalizó último en la tabla de promedios, regresando a Primera B.

### Llegada a la AFA
En 1984 se consagró campeón de Primera B por cuarta vez, regresando nuevamente a Primera.
En los torneos de 1985, quedó en ambas oportunidades cerca de avanzar a semifinales. Los 18 puntos obtenidos no fueron suficientes para salir del último puesto de la tabla de promedios, descendiendo por novena vez. Sin embargo, por las bajas de Godoy Cruz y Gimnasia, logró clasificarse por primera vez al Torneo Regional.
El 27 de octubre de 1985, hizo su debut en el Torneo Regional, venciendo por 3 a 2 a Argentino de Mendoza, equipo que se quedaría con el pase a la Fase final.
Por la Liga Mendocina, se adjudicó el Apertura 1986 de Primera B y regresó a Primera División.

#### Campeón de Mendoza
El 27 de noviembre de 1988, bajo la dirección técnica de Carlos Montagnoli, Gutiérrez se consagró campeón por primera vez de la Liga Mendocina, tras vencer a Independiente Rivadavia por 1 a 0 con el gol de José Guardia, por la última fecha del Hexagonal. La consagración se dió luego de haberse adjudicado el Torneo Clausura, que le dió la clasificación al Hexagonal. Con la conquista, se clasificó por primera vez al Torneo del Interior.
El 15 de enero de 1989, hizo su debut en el Torneo del Interior igualando por 1 a 1 con Guaymallén. Se despidió del torneo tras caer ante San Martín de Mendoza, por la última fecha de la Primera Fase.

#### Llegada al Argentino B
En el Apertura 1999, tras caer ante Huracán Las Heras, quedó nuevamente en descenso. Sin embargo, la Liga Mendocina reestructuró los campeonatos, cancelando el Clausura, anulando el descenso y ascendiendo a todos la Primera B. En el campeonato del 2000, obtuvo la clasificación al Torneo Argentino B, tras vencer por 3 a 1 a Huracán Las Heras por el partido entre ganadores de zona.
El 15 de octubre del 2000, hizo su debut en el Argentino B cayendo por 1 a 0 ante Estudiantes de San Luis. Tras caer ante San Martín de Monte Comán, se despidió del torneo al no superar la fase de grupos.
En 2001, llegó a la final del Apertura mendocino, cayendo por 5 a 3 ante Gimnasia, que se quedó con el pase al Argentino B; mientras que por el Clausura, una quita de puntos le impidió avanzar a semifinales. En el Apertura 2002, quedo nuevamente privado del Argentino B, al caer ante Gimnasia en semifinales.

#### En el Torneo del Interior
Como ganador del Clausura 2005 mendocino, clasificó al Torneo del Interior de 2006 y a la final del campeonato, donde cayó en los penales ante Guaymallén.
En 2006, por el Torneo del Interior, logró superar la fase de grupos pero cayó en los penales ante Americo Tesorieri. Por el campeonato mendocino, gano el Apertura y perdió la final ante Huracan Las Heras.
En los torneos de 2008 y 2010, superó la fase de grupos, cayendo ante Peñarol y Rivadavia de Mendoza, respectivamente. Para la edición de 2011, fue invitado por el Consejo Federal y nuevamente llegó a la fase final, cayendo ante Montecaseros.

#### Regreso al Argentino B
En la edición de 2012, nuevamente invitado, logró buenos resultados y alcanzó las semifinales, tras superar a Balloffet, Montecaseros, Andino y Empleados de Comercio. Quedó fuera de la final al caer en los penales ante Estudiantes de San Luis. Sin embargo, el Consejo Federal invitó a Gutiérrez junto a otros tres equipos mendocinos para sumarse al Argentino B.
En su regreso a la cuarta categoría, lejos de los primeros puestos en la fase de grupos, logró mantener la categoría con lo justo, superando por a penas un punto a Huracan Las Heras, que fue sancionado durante el torneo.

### El ascenso al Federal A
El 15 de febrero de 2015, Gutierrez logró el ascenso al Torneo Federal A, tras vencer en los penales a Huracan Las Heras, por las finales del Torneo Federal B. La hazaña se consiguió luego de superar como líder de la zona 16 la fase de zonas y de vencer a Trinidad e Independiente Villa Obrera en la fase final.
El 22 de marzo de 2015 hizo su debut en el Federal A igualando por 0 a 0 con Maipú. Su primer triunfo llegó una semana despues, por 2 a 0 sobre Juventud Unida Universitario. A pesar del buen inicio, no recaudó buenos resultados durante la fase de grupos y finalizó penúltimo con 19 puntos. Por la Reválida, quedó a un punto de los puestos de clasificación a la etapa eliminatoria por el segundo ascenso, mientras que terminó igualando con la CAI por el décimo puesto de la tabla de descensos. El 30 de octubre, se disputó en Río Cuarto el desempate, donde Gutierrez salió triunfante en los penales.
En el transición 2016, tras igualar en la última fecha, no logró clasificar a los octavos de final. En la edición de 2016/17, luego de ser relegado a la Reválida, superó su fase de grupos liderando su zona; pero, luego de vencer a Rivadavia de Lincoln y Patria, cayó en los penales ante Defensores de Belgrano de Villa Ramallo y quedó afuera de los cuartos de final por el segundo ascenso.

### Del Federal A a la Liga Mendocina
Para la temporada 2017-18, el numero de descensos aumentó drásticamente a ocho. Por la primera fase, finalizó último junto a Unión Aconquija, siendo relegado a la Reválida.
El 11 de marzo de 2018, tras caer por 1 a 0 ante San Lorenzo de Alem, quedó condenado al descenso por primera vez a falta de dos fechas. Se despidió de torneo cayendo por 1 a 0 ante Unión de Villa Krause, finalizando último tanto en su zona como su respectiva tabla de descenso.
El 14 de abril de 2019, tras caer ante Pilares por 3 a 1 de local por los octavos de final de la Región Cuyo, quedó eliminado de la edición inaugural del Torneo Regional Federal Amateur, torneo que reemplazó al Federal B y Federal C desde ese año, y fue condenado a disputar exclusivamente la Liga Mendocina. Aquella derrota fue la única sufrida del perro, luego de haber superado invicto la fase de grupos y haber empatado en el partido de ida.

### Nuevo título mendocino
El 4 de abril de 2021, Gutiérrez se consagró campeón de la Primera División mendocina por segunda vez, tras vencer por 5 a 2 a Andes Talleres: Tejerina puso el empate parcial del primer tiempo, mientras Salinas marcó un hat trick, cerrando el marcador Guzmán. La conquista se dió luego de superar las fases de zonas y tras vencer a Maipú en semifinales.

### Actualidad
El 11 de febrero de 2024, Gutiérrez obtuvo el ascenso al Federal A, tras vencer a Defensores de Formosa por 3 a 1, luego de ir perdiendo inicialmente y lograr dar vuelta el resultado con los goles de Trentín, Agost y Parisi. El ascenso se dió luego de superar la fase de grupos de forma invicta, y tras vencer a La Dormida, FADEP, Argentino de General Alvear y Juventud Alianza en las rondas eliminatorias.
Su regreso al Federal A tuvo un buen comienzo al finalizar primero en la Zona 2 de la Primera Fase. Sin embargo, no logró buenos resultados en la Segunda Fase, quedando fuera de la disputa por el título y ascenso directo. En la Reválida, quedó rápidamente eliminado tras caer ante Independiente de Chivilcoy por un global de 2 a 1.
El 16 de agosto de 2025, tras caer por 1 a 0 ante Germinal de Rawson y a falta de cuatro fechas, Gutiérrez quedó condenado al descenso. El desenlace se dió luego de haber finalizado último en la Primera Fase con 8 puntos, y tras perder los cinco primeros partidos de la Segunda Fase.

## Gutiérrez Sport Club vs Selección Argentina

#### Partido 1
El 18 de abril de 1979 y con ayuda del rosarino Horacio Harguindeguy, que por aquel entonces era DT de la Primera, Gutiérrez disputó un amistoso con la Selección Argentina campeona del mundo el año anterior. El encuentro se jugó en el estadio Malvinas Argentinas ante 46 mil personas y fue victoria de la albiceleste por 5 a 2.
Formación Gutiérrez Sport Club: N.Meca; E.Lucero, M.Pasqualetto, C.Meyer, F.Vaccaro; P.Fernández, R.Zolorza (C.Morandini), G.Herrera (E.Brandán); F.Moreschini, G.Asprelli, J.Chávez (M.Rodríguez)(E.Soto). 
DT: H.Harguindeguy.
Formación de Argentina: J.Falcioni; J.Olguín, J.Simón, D.Passarella, J.García; J.Barbas, A.Gallego (M.A.Oviedo), D.Maradona (L.Galván); R.Houseman, J.Reinaldi, O.Ortiz (H.Perotti). 
DT: C.Menotti.
Goles: P.Fernández 43, E.Brandán 65; J.García 1, R.Houseman 15, J.Reinaldi 28, D.Maradona 40, H.Perotti 78.
Árbitro: G.D'Ippolito.

#### Partido 2
El 11 de abril de 1980 jugaron por segunda vez en la historia, Gutiérrez, reforzado por jugadores de otros equipos mendocinos, y la Selección Argentina campeona del mundo en mayores y juveniles.
Fue en el estadio Malvinas Argentinas (que todavía no se llamaba de esa manera) y los de Menotti golearon 8-0. Aquel partido Gutiérrez lo jugó con una camiseta roja para poder diferenciarse de la azul que utilizó el seleccionado.
Formación Gutiérrez Sport Club:	D.Zuin (Morón); E.Lucero, H.Bayón, A.Frassón, R.Mallea; R.Zolorza, R.Pezzutti (Farías), R.Logiácono; C.Ereros (Ruiz), M.Agüero (Brandán), H.Olmos (Caputo). 
DT: H.Harguindeguy.
Formación de Argentina: U.Fillol; J.Olguín, H.Villaverde, D.Passarella, A.Tarantini; J.Barbas, A.Gallego (C.Fren), D.Maradona; G.Calderón, L.Luque (R.Díaz), J.Valencia.
DT: C.Menotti.
Goles: D.Maradona 14, D.Passarella 30p, 49p, J.Valencia 55, R.Díaz 63, 84, G.Calderón 81, C.Fren 87.

#### Equipo Campeón 1988
Cuando el eterno sueño del título de primera división latió con más fuerza y más vigor que nunca. Ser campeón por primera vez en su historia. 
El 27 de noviembre de 1988, Gutiérrez Sport Club logró su primer título en la Primera División de la Liga Mendocina de Fútbol. Fue en la definición de un hexagonal, en el Estadio Malvinas Argentinas, ante Independiente Rivadavia. Un golazo de José Guardia le dio el título a los dirigidos por Carlos Montagnoli y desató el festejo de todo General Gutiérrez. 
El plantel que quedó en la historia se integró con Edgardo Flores, M. Castro (ambos arqueros), Mario Arturo Frassón, Sergio Walther Ceferino Carrizo, Walther Gómez, Aldo Prado, Gustavo Funes, José Guardia, Marcelo Herrera (hijo de un grande del fútbol mendocino, el recordado Mario Carmelo Pocho Herrera), Ricardo Fabián Alonso, Villarroel, Hugo Castillo, Walther Flores, V. De Trueba, Ricardo Albornoz, Carlos Morandini, Néstor Oviedo, D. Estrada, Gustavo Scanio, Miguel Ángel Rodríguez, Blas Arrieta, Miguel Ventura, Carlos Oyola, A. Cortese, Gustavo Flores; y Norberto Wilson Molina y Mauricio Lucero, que se incorporaron como refuerzos solo para el hexagonal. Con un excelente profesional como Carlos Montagnoli, que sacó chapa de técnico ganador.
"¡Mi humilde club, que nació en un potrerito, ha llegado a ser campeón!" Fueron las palabras emocionadas y entrecortadas de Don Ángel Campoy Pelayo socio fundador y primer presidente del club. Sus sentimientos, su amor por algo que él creó, su pasión de hincha. "No tengo palabras para expresar mi alegría - dijo Don Ángel - y aunque ustedes, no lo crean, he gozado y he llorado porque a pesar de mis años me emociono con mucha facilidad. Seguí siempre la campaña de mí institución. Sufrí todo lo que ellos sufrían pero me reconfortaba el hecho que siempre se me recordara y tratara con amor y cariño. Tenía un deseo tremendo de verlo campeón. Este año se tenía que dar y aunque no pude ir a verlos, viví entusiasmado ese momento".

## Himno
| Himno de Gutiérrez Sport Club |
| |
| «Yo soy Celeste y por eso canto, «ésta es tu hinchada que no te olvidó. «Porque este año todos los gutierrinos, «darán la vuelta olímpica con el nuevo campeón. «Sí, sí, señores, yo soy de Gutiérrez, «y a su equipo hoy voy a alentar. «El domingo como todos los domingos, a vencer. «a la cele querida la queremos ver vencer «Vamos cele, vamos cele, hoy tenemos que ganar. «Ya el celeste esta en la cancha, nadie lo puede parar. «Aplaudan, aplaudan, no dejen de aplaudir, «los goles de Gutiérrez que ya van a venir.» |
| |

## Uniforme
A lo largo de su historia, ha preponderado el uso de camiseta celeste como titular y blanca como suplente. Al haberse fundado en una escuela, se estima que se tomaron los colores de la bandera Nacional.
- Uniforme titular: Camiseta celeste, pantalón blanco y medias celestes.
- Uniforme alternativo: Camiseta blanca, *pantalón negro y *medias blancas.

|  | 1923 | (Ver evolución) | 2024 |

## Hinchada

### Apodos
El club y la hinchada de Gutiérrez Sport Club son apodados de varias maneras: 
- Los celestes, el cele: Este apodo es, simplemente, por el color de su indumentaria, siendo el único equipo mendocino que utiliza este color.[cita requerida]
- Los Perros: Este apodo se debe, a la garra y la entrega que siempre tuvieron sus jugadores.[cita requerida]
- La Banda de la Boedo: Este apodo surge, por el nombre de una calle que se encuentra en cercanía al estadio celeste.[cita requerida]
- Gutierrinos: Este apodo hace referencia, al distrito de Gutiérrez, que se encuentra en el departamento de Maipú.[cita requerida]

### Popularidad
La hinchada del Celeste es una de las hinchadas más numerosas de los clubes maipucinos, que se identifica con las clases populares del departamento. Lo cual lo lleva a confrontar con las más acomodadas, que simpatizan mayoritariamente con el Deportivo Maipú.

## Rivalidades

### Clásico maipucino
El «Clásico maipucino», enfrenta a los dos equipos de fútbol más importantes del departamento Maipú de Mendoza: Deportivo Maipú y Gutiérrez Sport Club.
| Equipo               | Jugados | Ganados | Empatados | Goles a favor |
| -------------------- | ------- | ------- | --------- | ------------- |
| Deportivo Maipú      | 168     | 72      | 53        | 250           |
| Gutiérrez Sport Club | 168     | 43      | 53        | 210           |

## Palmarés
| Torneos Nacionales              | Torneos Nacionales                                                            | Torneos Nacionales                  |
| Competición                     | Títulos                                                                       | Subcampeonatos                      |
| Cuarta División                 | Cuarta División                                                               | Cuarta División                     |
| ------------------------------- | ----------------------------------------------------------------------------- | ----------------------------------- |
| Torneo Regional Federal Amateur | 2023/24                                                                       |                                     |
| Torneo Federal B                | 2014                                                                          |                                     |
| Torneos Regionales              |                                                                               |                                     |
| Competición                     | Títulos                                                                       | Subcampeonatos                      |
| Liga Mendocina de Fútbol        |                                                                               |                                     |
| Primera A                       | 1988, 2020, 2022.                                                             | 1933, 1953, 2005, 2006, 2018, 2019. |
| Primera B / Intermedia          | 1927, 1931, 1943, 1948, 1950, 1961, 1969, 1976, 1984, 1986, 1991, 2014, 2018. | 1947, 1968, 1982, 1983, *1993.      |
| Torneo Preparación              |                                                                               | 1949.                               |

## Movilidad Interdivisional

### En la AFA
- 1985: Clasificación al Torneo Regional.
  -  1986: Retorno a la Liga Mendocina.
- 1988: Clasificación al 
Torneo del Interior.
  -  1989 Retorno a la Liga Mendocina.
- 2000: Clasificación al Torneo Regional.
  -  2001: Retorno a la Liga Mendocina.
- 2005: Clasificación al Torneo del Interior.
  -  2006: Retorno a la Liga Mendocina.
- 2006: Clasificación al Torneo del Interior.
  -  2007 Retorno a la Liga Mendocina.
- 2007: Clasificación al Torneo del Interior.
  -  2008 Retorno a la Liga Mendocina.
- 2008: Clasificación al Torneo del Interior.
  -  2009 Retorno a la Liga Mendocina.
- 2009: Clasificación al Torneo del Interior.
  -  2010 Retorno a la Liga Mendocina.
- 2010: Invitación al Torneo del Interior.
  -  2011 Retorno a la Liga Mendocina.
- 2011: Invitación al Torneo del Interior.
- 2012: Ascenso al Torneo Argentino B.
- 2014: Ascenso al Torneo Federal A.
- 2018: Descenso al Torneo Regional Federal Amateur.
  -  2019: Retorno a la Liga Mendocina.
- 2019: Clasificación al Torneo Regional Federal Amateur.
  -  2020: Retorno a la Liga Mendocina.
- 2021: Clasificación al Torneo Regional Federal Amateur.
  -  2022: Retorno a la Liga Mendocina.
- 2022: Clasificación al Torneo Regional Federal Amateur.
  -  2023: Retorno a la Liga Mendocina.
- 2023: Clasificación al Torneo Regional Federal Amateur.
- 2024: Ascenso al Torneo Federal A.
- 2025: Descenso al Torneo Regional Federal Amateur.

### En la Liga Mendocina
- 1927: Ascenso a Primera División.
- 1928: Descenso a División Intermedia.
- 1931: Ascenso a Primera División.
- 1940: Descenso a División Intermedia.
- 1943: Ascenso a Primera División.
- 1945: Descenso a División Intermedia.
- 1948: Ascenso a Primera División.
- 1949: Descenso a División Intermedia.
- 1950: Ascenso a Primera División.
- 1960: Descenso a División Intermedia.
- 1961: Ascenso a Primera División.
- 1967: Descenso a Primera B.
- 1969: Ascenso a Primera División.
- 1975: Descenso a Primera B.
- 1976: Ascenso a Primera División.
- 1981: Descenso a Primera B.
- 1984: Ascenso a Primera División.
- 1985: Descenso a Primera B.
- 1986: Ascenso a Primera División.
- 1990: Descenso a Primera B.
- 1991: Ascenso a Primera División.
- 1993: Descenso a Primera B.
- 1993: Ascenso a Primera División.
- 2014: Descenso a Primera B.
- 2014: Ascenso a Primera División.
- 2017: Descenso a Primera B.
- 2018: Ascenso a Primera División.

## Datos del club

### Temporadas
- Temporadas en Tercera División: 8
  - Torneo Federal A: 2015, 2016, 2016/2017, 2017/2018, 2024, 2025.
  - 
Torneo del Interior: 1988/1989.
  - Torneo Regional: 1985/1986.
- Temporadas en Cuarta División: 9
  - Torneo Regional Federal Amateur: 2019, 2020, 2021/2022, 2022/2023, 2023/2024.
  - Torneo Federal B: 2014.
  - Torneo Argentino B: 2000/2001, 2012/13, 2013/2014.
- Temporadas en Quinta División: 7
  - 
Torneo del Interior: 
2006, 
2007, 
2008, 
2009, 
2010, 
2011,
2012.

### Participaciones
| Liga Mendocina      | Liga Mendocina |
| Competencia         | Detalle        |
| ------------------- | -------------- |
| Campeonato 1928     | 9.º            |
| Intermedia 1929     | –              |
| Intermedia 1930     | –              |
| Intermedia 1931     | –              |
| Campeonato 1932     | 5.º            |
| Campeonato 1933     | 2.º            |
| Campeonato 1934     | 7.º            |
| Campeonato 1935     | 12.º           |
| Campeonato 1936     | 7.º            |
| Campeonato 1937     | 6.º            |
| Campeonato 1938     | 10.º           |
| Campeonato 1939     | 10.º           |
| Campeonato 1940     | 12.º           |
| Intermedia 1943     | 1.º            |
| Campeonato 1944     | 9.º            |
| Campeonato 1945     | 10.º           |
| Intermedia 1946     | 4.º            |
| Intermedia 1947     | 2.º            |
| Intermedia 1948     | 1.º            |
| Campeonato 1949     | 10.º           |
| Intermedia 1950     | 1.º            |
| Campeonato 1951     | 6.º            |
| Campeonato 1952     | 3.º            |
| Campeonato 1953     | 2.º            |
| Campeonato 1954     | 11.º           |
| Campeonato 1955     | 4.º            |
| Campeonato 1956     | 13.º           |
| Campeonato 1957     | 9.º            |
| Campeonato 1958     | 11.º           |
| Campeonato 1959     | 7.º            |
| Campeonato 1960     | 14.º           |
| Primera B 1961      | 1.º            |
| Campeonato 1962     | 7.º            |
| Campeonato 1963     | 10.º           |
| Campeonato 1964     | 4.º            |
| Campeonato 1965     | 11.º           |
| Campeonato 1966     | 11.º           |
| Campeonato 1967     | 11.º           |
| Primera B 1968      | 2.º            |
| Primera B 1969      | 1.º            |
| Campeonato 1970     | 1.º            |
| Campeonato 1971     | 4.º            |
| Campeonato 1972     | 10.º           |
| Campeonato 1973     | 8.º            |
| Campeonato 1974     | 8.º            |
| Campeonato 1975     | 12.º           |
| Primera B 1976      | 1.º            |
| Campeonato 1977     | 4.º            |
| Campeonato 1978     | 3.º            |
| Campeonato 1979     | 10.º           |
| Apertura 1980       | 5.º            |
| Clausura 1980       | 5.º            |
| Apertura 1981       | 4.º            |
| Clausura 1981       | 5.º            |
| Primera B 1982      | 2.º            |
| Primera B 1983      | 2.º            |
| Primera B 1984      | 1.º            |
| Apertura 1985       | 3.º            |
| Clausura 1985       | 3.º            |
| Primera B 1986      | 1.º            |
| Campeonato 1986     | 11.º           |
| Apertura 1987       | 7.º            |
| Campeonato 1987     | 3.º            |
| Campeonato 1988     | 1.º            |
| Apertura 1989       | 10.º           |
| Campeonato 1989     | 11.º           |
| Apertura 1990       | 11.º           |
| Campeonato 1990     | 10.º           |
| Primera B 1991      | 1.º            |
| Transición 1992     | 4.º            |
| Apertura 1992       | 7.º            |
| Clausura 1993       | 9.º            |
| Primera B 1993      | 2.º            |
| Clausura 1994       | 4.º            |
| Transición 1994     | 11.º           |
| Campeonato 1995     | 3.º            |
| Apertura 1996       | 8.º            |
| Clausura 1996       | 4.º            |
| Clasificatorio 1997 | 7.º            |
| Apertura 1997       | 10.º           |
| Clausura 1998       | 6.º            |
| Apertura 1998       | 3.º            |
| Clausura 1999       | 5.º            |
| Apertura 1999       | 6.º            |
| Campeonato 2000     | 6.º            |
| Apertura 2001       | 2.º            |
| Clausura 2001       | 3.º            |
| Clasificatorio 2002 | SF             |
| Campeonato 2002     | 4.º            |
| Apertura 2003       | 5.º            |
| Clausura 2003       | 12.º           |
| Apertura 2004       | 13.º           |
| Clausura 2004       | 5.º            |
| Apertura 2005       | 7.º            |
| Clausura 2005       | 1.º            |
| Apertura 2006       | 1.º            |
| Clausura 2006       | 6.º            |
| Apertura 2007       | 2.º            |
| Clausura 2007       | 4.º            |
| Apertura 2008       | 8.º            |
| Clausura 2008       | 3.º            |
| Apertura 2009       | 4.º            |
| Clausura 2009       | 4.º            |
| Apertura 2010       | 5.º            |
| Clausura 2010       | 8.º            |
| Apertura 2011       | 3.º            |
| Clausura 2011       | 10.º           |
| Apertura 2012       | 8.º            |
| Clausura 2012       | 4.º            |
| Campeonato 2013     | 7.º            |
| Campeonato 2014     | 7.º            |
| Primera B 2014      | 1.º            |
| Clausura 2015       | 5.º            |
| Apertura 2015       | 2.º            |
| Clausura 2016       | 2.º            |
| Apertura 2016       | 3.º            |
| Apertura 2017       | 17.º           |
| Clausura 2017       | 20.º           |
| Primera B 2018      | 1.º            |
| Clausura 2018       | 1.º            |
| Campeonato 2019     | 2.º            |
| Transición 2020     | 1.º            |
| Campeonato 2021     | 5.º            |
| Apertura 2022       | 1.º            |
| Integración 2022    | 3.º            |
| Apertura 2023       | CF             |
| Clausura 2023       | 16.º           |
| Apertura 2024       | 3.º            |
| Clausura 2024       | 5.º            |
| Apertura 2025       | 5.º            |

## Torneos de ascenso

#### Torneo del Interior
- Torneo del Interior 2012

Gutiérrez comienza un nuevo año lleno de ilusiones, por las grandes incorporaciones contratadas, de la mano del Gustavo Castro, buscaría dar el salto de categoría, y lograr el ansiado ascenso al argentino B, sueño que quedaría trunco, ya que perdió por penales en instancias de semifinales, en tierras puntanas ante Estudiantes de San Luis, que posteriormente sería el campeón del torneo. Gutiérrez, reclamó los puntos del partido semifinal ante Estudiantes, por la mala inclusión del jugador Daniel Garro, el Tribunal de Disciplina Deportiva del Interior, del Consejo Federal de AFA, falló a favor de Estudiantes, y perjudico al club mendocino.

#### Torneos Argentino y Federal B
- Torneo Argentino B 2012-13

El Consejo Federal de Fútbol decide aumentar la cantidad de equipos en el torneo por lo que invita a 40 clubes más, pasando así a un total de 100 clubes, siendo Gutiérrez uno de los invitados para el torneo, por su gran campaña en el Torneo del Interior 2012. 
Gutiérrez, comienza a dar sus primeros pasos en el Torneo Argentino B, el cual no fue muy bueno desde el plano deportivo, conservó la categoría en las últimas fechas, condenando al descenso, al Club Atlético Huracán Las Heras.
- Torneo Argentino B 2013-14

Gutiérrez, realiza una histórica campaña para el club ya que clasifica a la segunda ronda luego de terminar cuarto en su zona producto de 7 victorias, 7 empates y 4 derrotas. Comenzaba a ser un rival sólido en la categoría, donde militaban clubes con mucha historia como Gimnasia y Esgrima de Mendoza, San Martín de Mendoza, Huracán de San Rafael, entre otros.
- Torneo Federal B 2014

Para este campeonato, se mantuvo la base del plantel del año anterior, reforzándose con algunos jugadores de trayectoria y otros juveniles y, principalmente, se tuvo en cuenta a los jugadores del club que lograron el campeonato y el ascenso en la Liga Mendocina de fútbol en el año 2014.
Después de un catastrófico y desconcertante inicio de torneo (dos caídas y un empate de visitante ante Argentino de Mendoza) quien era uno de los que había picado en punta, fue sólo un mal comienzo de lo que sería, de allí en adelante, extraordinaria. El equipo, dirigido técnicamente por Sergio Scivoletto se mantuvo durante quince partidos invicto desde ese partido, hasta el partido de vuelta de semifinales en San Juan ante Independiente de Villa Obrera, vez que el Perro fue a defender el 6-0 logrado en casa. 
De los veinte partidos del torneo, ganó once, empató cinco y perdió otros cuatro y basó el éxito del ascenso haciéndose fuerte en el Anselmo Zingaretti,donde ganó ocho de los diez partidos que jugó de local, empató uno y perdió el restante. 
En la final Gutiérrez se impone ante Huracán Las Heras, desde los 12 pasos, tras igualar en el global 2 a 2, donde su arquero el "Pity" Cristian Aracena, contiene el último penal, desatando los festejos en calle Boedo, por el primer ascenso a nivel nacional..

#### Torneo Federal A
- Torneo Federal A 2015: El celeste comienza su primera participación en la categoría, tocándole una zona complicada con equipo con mucha historia como Club Atlético Talleres de Córdoba Club Atlético Juventud Unida Universitario de san luis, Club Atlético Tiro Federal Argentino. Con una arranque inmejorable, empatando y ganando tres partidos al hilo ante grandes rivales, quitando un invito de 3 año a Sportivo Atlético Club Las Parejas en su estadio, el cele se coloca en el lote de los punteros, luego de perder el invicto en el torneo, el cele cosecha malos resultados, hasta el jugar el clásico departamental ante Club Deportivo Maipú en el Estadio Malvinas Argentinas donde se impone 2 a 0, un triunfo que será siempre recordado por su hinchada, este triunfo no impide que el técnico deje su cargo y llegue el "cachorro aburre" al frente del primer equipo. Luego de finalizar la primera rueda Gutiérrez debe jugar por la permanencia, luego de realizar una muy mala campaña en primera ronda. Realiza una excelente segunda ronda, en la cual peleaba por no perder la categoría, y lograr clasificar y pelear por el segundo ascenso, este sueño se evapora, ya que perdió 3 a 2 en el último partido en la ciudad de Mar del Plata ante Club Atlético Alvarado, que lo condena a jugar un final por no descender ante la CAI Comisión de Actividades Infantiles un grande de la categoría. Este partido se juega en la ciudad de Ciudad de Río Cuarto en la cancha de Asociación Atlética Estudiantes, luego de igualar 1 a 1, el cele que pudo ganarlos en el transcurso de los 90 minutos, pero la suerte no estuvo de su lado y los palos le dijeron que no, el Pity Cristian Aracena se convierte en el héroe de la final y los penales, deja al cele en la categoría. Sufrió Gutiérrez pero logró cumplir con su objetivo de permanecer un año más en la categoría.[93][94][95][96][97]

### Copa Argentina de Fútbol
- Copa Argentina 2012-13: Luego de su debut en el argentino B, Gutiérrez comienza su camino en la copa argentina, jugó por primera vez en su historia la copa, elimina Andes Talleres Sport Club de Mendoza, Sport Club Pacífico, Y llega a un partido histórico, donde tuvo que verse la cara con Club Atlético Talleres de Córdoba un grande del interior, perdiendo 3 a 1 en condición de Visitante, el gol para el celeste lo convertiría en el segundo tiempo, Nicolás Arce, de tiro libre. “Enfrentar a Talleres es un sueño para nosotros. Será el partido más importante en nuestra historia, después de los dos que jugamos en 1978 contra la selección de (César) Menotti, cuando se inauguró el entonces Estadio Ciudad de Mendoza hoy Malvinas Argentinas”, (Mario Rodríguez presidente del club).[98]

- Copa Argentina 2013-14: Gutiérrez comienza el torneo, pero su mayor objetivo era el ascenso de categoría en el argentino B, queda eliminado en la segunda llave por San Martín de Mendoza, por 2 a 1 en condición de visitante, y se despide del torneo.[99]

- Copa Argentina 2014-15: Gutiérrez juega su tercera Copa Argentina. Durante los 90 reglamentarios el partido terminó 1 a 1 , donde el celeste tuvo varias oportunidades para evitar los penales, pero la suerte acompañó al Club Atlético Palmira, queda eliminado y se mete de lleno en el ascenso hacia el Federal A.[cita requerida]

## Presidentes
- 2006 - 2010:  Fernando Fredes
- 2010 - 2014:  Francesco Benegas
- 2014 - 2016:  Luis Alberto Pezzutti
- 2016 - 2017:  Gustavo Gagliano
- 2017 - 2022:  Carlos Quiroga
- 2023 -  2024:  Hugo Quiroga
- 2024 - act   Lucas Montarlo

### Indumentaria y patrocinador
| Período       | Proveedor     |
| ------------- | ------------- |
| 2003-2006     | Avenida       |
| 2007-2008     | DRB Dribbling |
| 2008-2009     | Balompié      |
| 2009-2012     | Avenida       |
| 2013-presente | Levalier      |

| Período       | Proveedor     |
| ------------- | ------------- |
| 2003-2006     | Avenida       |
| 2007-2008     | DRB Dribbling |
| 2008-2009     | Balompié      |
| 2009-2012     | Avenida       |
| 2013-presente | Levalier      |

| Período       | Patrocinador                                                                        |
| ------------- | ----------------------------------------------------------------------------------- |
| 2000-2002     | Bodegas López                                                                       |
| 2003-2005     | Rolando Díaz, Avenida, Ospav                                                        |
| 2005-2006     | Bodega San Felipe, Avenida, Ospav                                                   |
| 2006-2008     | Municipalidad de Maipú, Loft Deportes, Casino de Mendoza, Erent truc, ospav         |
| 2008-2012     | Municipalidad de Maipú, Casino de Mendoza, Mundo del regalo                         |
| 2012-2013     | Municipalidad de Maipú, Casino de Mendoza, FVI                                      |
| 2013-2013     | Rodamientos Brasil, Organización Bermejo, municipalidad de Maipú, Casino de Mendoza |
| 2014-2015     | Municipalidad de Maipú, Alser (logística), Casino de Mendoza, avenida               |
| 2015-presente | Municipalidad de Maipú, Casino de Mendoza, avenida, Andesmar                        |

| Período       | Patrocinador                                                                        |
| ------------- | ----------------------------------------------------------------------------------- |
| 2000-2002     | Bodegas López                                                                       |
| 2003-2005     | Rolando Díaz, Avenida, Ospav                                                        |
| 2005-2006     | Bodega San Felipe, Avenida, Ospav                                                   |
| 2006-2008     | Municipalidad de Maipú, Loft Deportes, Casino de Mendoza, Erent truc, ospav         |
| 2008-2012     | Municipalidad de Maipú, Casino de Mendoza, Mundo del regalo                         |
| 2012-2013     | Municipalidad de Maipú, Casino de Mendoza, FVI                                      |
| 2013-2013     | Rodamientos Brasil, Organización Bermejo, municipalidad de Maipú, Casino de Mendoza |
| 2014-2015     | Municipalidad de Maipú, Alser (logística), Casino de Mendoza, avenida               |
| 2015-presente | Municipalidad de Maipú, Casino de Mendoza, avenida, Andesmar                        |

## Jugadores

### Plantel y cuerpo técnico 2024
- Actualizado el 29 de marzo de 2024

## Entrenadores
- 2010:  Gustavo Funes
- 2010-2011:  Alejandro Abaurre
- 2011:  Sergio Scivoletto
- 2011:  Alfredo Funes
- 2011-2012:  Gustavo Castro
- 2012:  Felipe Canedo
- 2012-2015:  Sergio Scivoletto
- 2015-2016:  Alejandro Abaurre
- 2016:  Juan Pablo Videla
- 2016-2017:  Alejandro Abaurre
- 2017:  Juan Carlos Bermegui[100]
- 2017:  Aldo Bolado[101]
- 2018:  Marcelo Gerardi[102]
- 2018:  Víctor Milanese Comisso[103]
- 2019-2023:  Rodrigo Alessandrello[103]
- 2023-2024:  Carlos Sperdutti[104]
- 2024-Act:  Pablo Jofré[105]